# 姜宇奎
姜 宇奎（カン・ウギュ、きょう うけい、1855年4月20日 - 1920年11月29日）は朝鮮末期の教育者であり漢方医、独立運動家。号は日愚、字は燦九、本貫は晋州姜氏。斎藤実朝鮮総督の周囲に居た、日本人新聞記者やアメリカ人を含む多数の民間人を死傷させたテロリスト。

## 人物
平安北道徳川生まれ。1884年咸鏡南道に移住し、漢方医学を学んで漢方医院を経営しながら子供に漢文を教えた。1905年に乙巳条約が締結されて保護国化、1910年には日韓併合となった。1911年、清国の満州北間島に亡命して他の独立運動勢力と連係し、4年後に遼河に移って独立運動を謀議した。1915年遼東饒河県に移り、ロシア帝国のウラジオストクと往来しながら独立運動を試み、遼河周辺の農地を開墾して朝鮮人村の新興村を建設した。1917年吉林省동화(同化)県に光東中学校を建て、朝鮮半島の独立のために朝鮮人教育を実施した。

### 斎藤実朝鮮総督暗殺未遂事件
その後、光東中学校と新興村を他の朝鮮人に譲り、日本統治時代の朝鮮半島に潜入する。1919年3・1運動が起きると、加入していたウラジオストク新韓村老人団の吉林省支部長となり、朝鮮総督暗殺を決意した。同年ロシア人から手榴弾を購入し、許蘅と共に元山府を経て京城府に潜入した。当時の日本側の警備は入る人たちに荷物検査を実施していたが、60歳以上の高齢者は例外に免除しており、日本側はそこを付け込まれる形となった。そして、姜は下着の中に爆弾を隠していた。1919年9月2日長谷川好道の後任に斎藤実が朝鮮総督に任命されたことを知り、斎藤の来朝当日に南大門駅で斎藤総督を暗殺するためとして、斎藤は到着直後に爆弾を投げた。しかし斎藤は殆ど被害をこうむらず、爆発によって爆発周囲に居た護衛の日本人警察や記者、民間人をはじめとする死傷者37人となるテロリズムを起こした。日本人護衛以外にも、姜による爆発によって、ニューヨーク市長の娘、1893年に暗殺された元シカゴ市長カーター・ハリソン・シニアの親戚であるアメリカ人がなども負傷し、日本人記者を含む多数の民間人を死傷させたテロ事件となった。姜は現場から逃走し、呉泰泳の紹介で張翊奎・林昇華などの家に隠れたが、高等係刑事の金泰錫によって逮捕され、9月17日に収監された。裁判の後、1920年11月29日西大門刑務所で絞首刑が執行された。

## 評価・批判
- 1962年、大韓民国政府により建国勲章大韓民国章を追贈された。
- 1919年事件直後、一報を聞いた尹致昊はこのような感想を残している。「エイヴィソン博士の話によれば、何という間抜けが斎藤総督に爆弾を投げたが彼を外れた爆弾により数名の野次馬が負傷したという。私はこの話を聞いて愕然とした。実に哀痛なことだ。朝鮮人は伊藤博文暗殺が韓日併合を促進したことを忘れたというのか。馬鹿共めが。」と批判し、伊藤博文暗殺事件後のようにテロは逆効果だと指摘した[4]。
- 姜宇奎義士紀念作業会が3年の間に集めた募金と政府支援金を含む8億2000万ウォンを資金に2011年9月2日、ソウル駅前に高さ４.9mの銅像が建立された。[5]

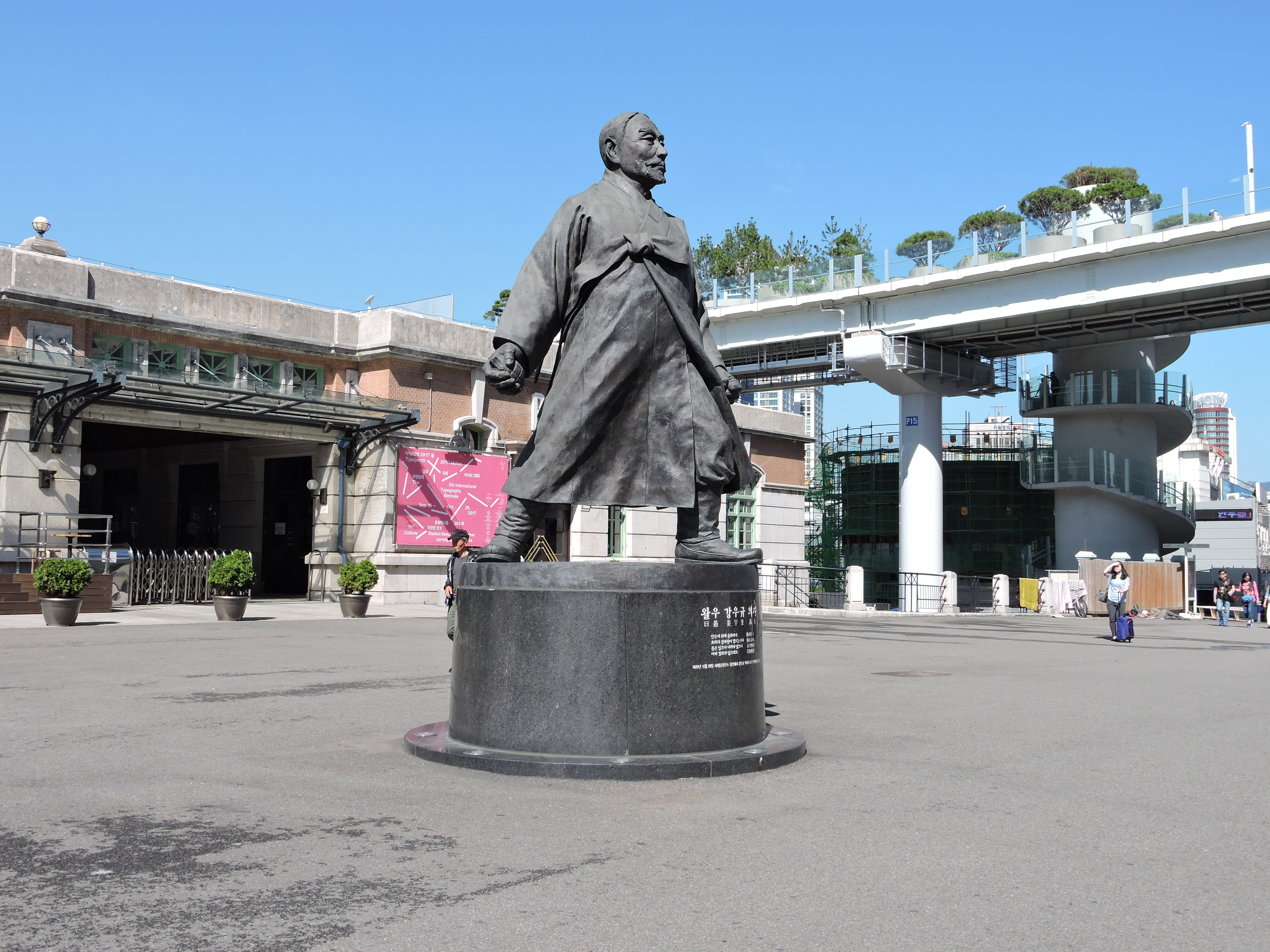
姜宇奎ソウル駅前銅像
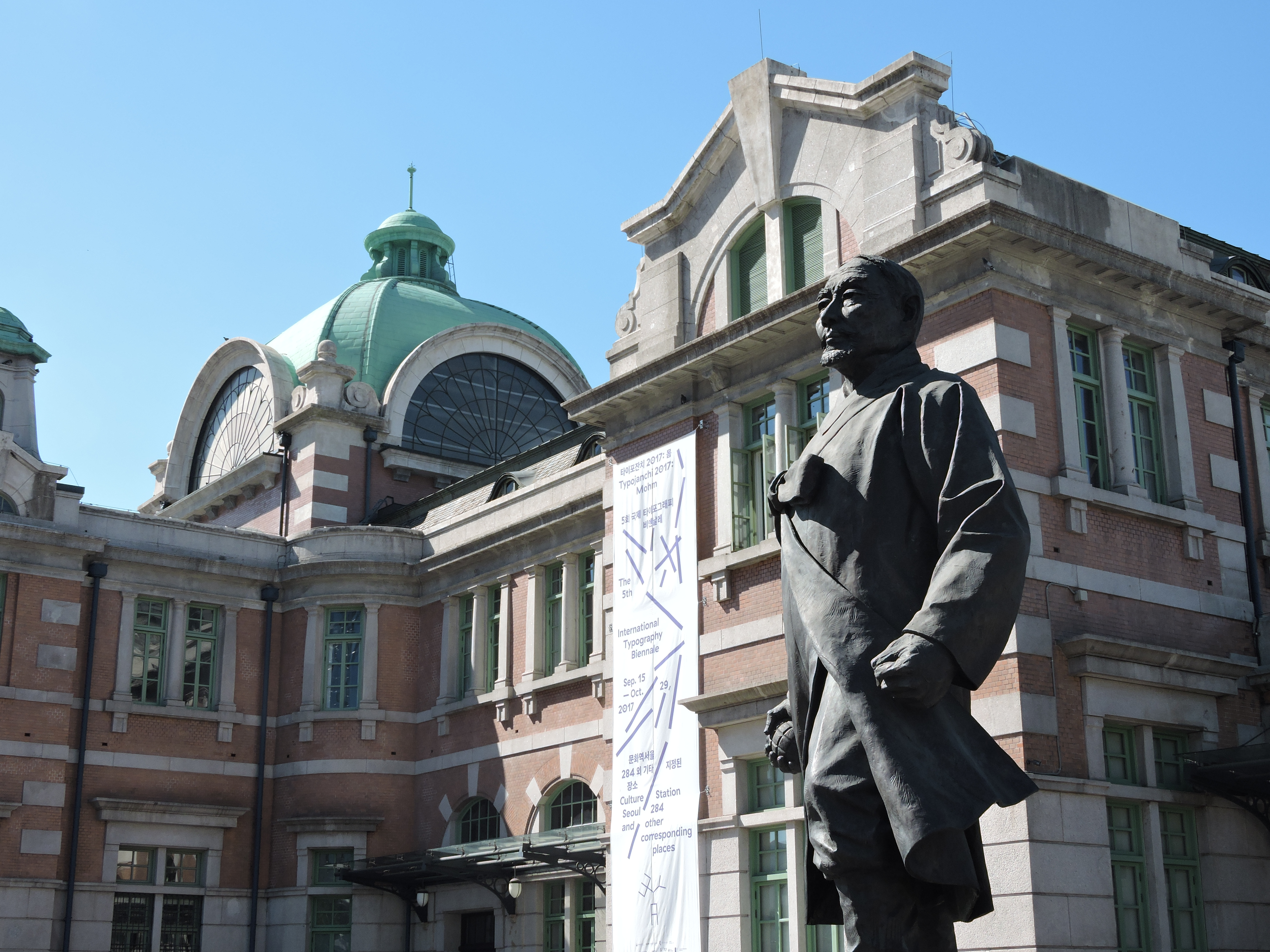
姜宇奎ソウル駅前銅像
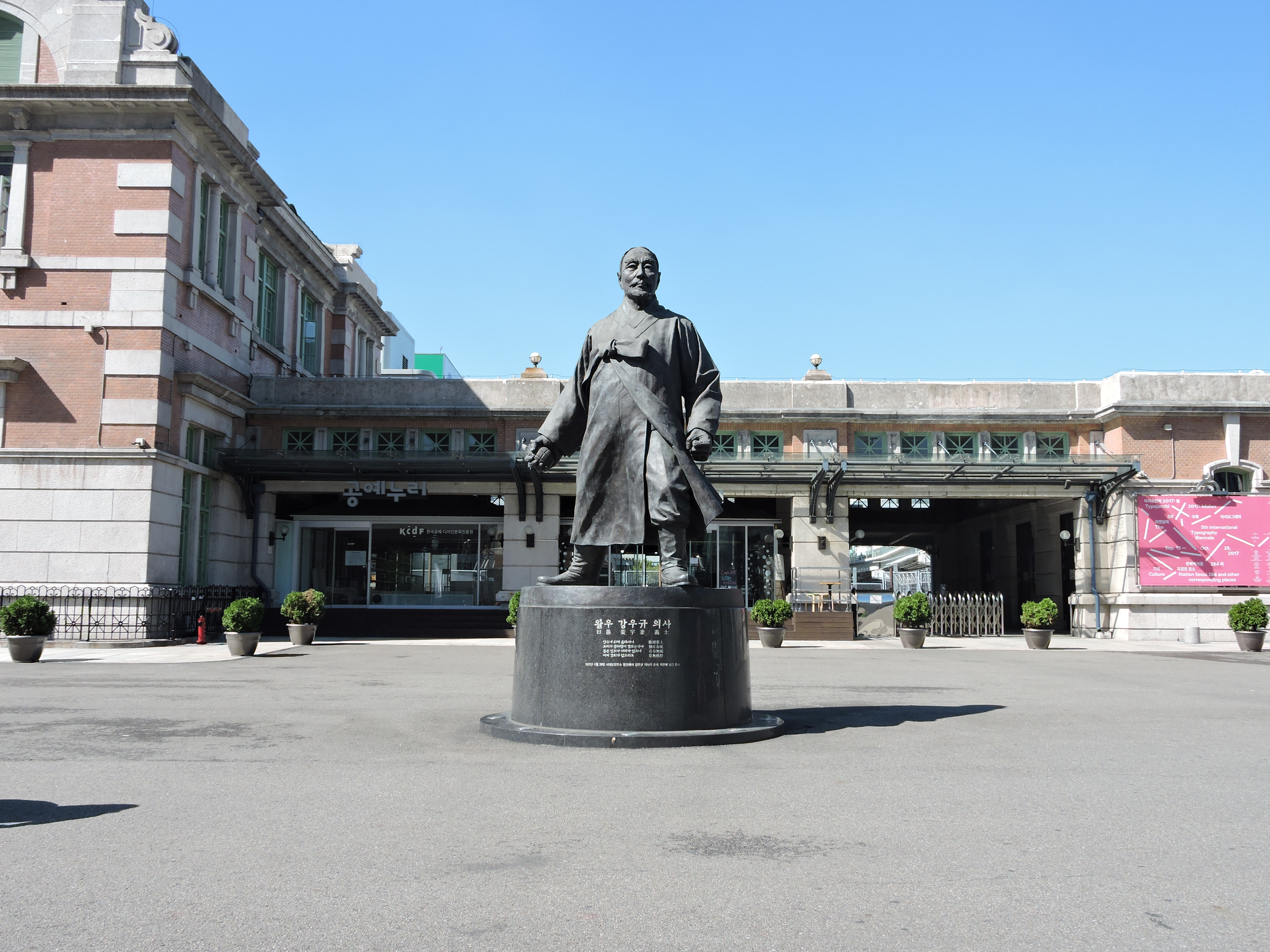
姜宇奎ソウル駅前銅像